# 多罗特娅·埃克斯莱本
多罗特娅·克里斯蒂亚娜·埃克斯莱本（德語：Dorothea Christiane Erxleben，本姓莱波林 (Leporin)；1715年11月13日—1762年6月13日）是德国第一位女医生，也是世界上第一位获得监管医疗机构许可从事医学活动的女性。

## 职业生涯
埃克斯莱本从小就接受父亲的医学教育。意大利女科学家劳拉·巴斯成为欧洲第一位女教授的经历激励了埃克斯莱本，她也希望争取自己在医学方面的权利。1742年，她发表了一篇文章，主张应允许女性上大学。
腓特烈二世特许埃克斯莱本进入学校学习，她于1754年在哈雷-维滕贝格大学获得医学士学位。她是第一位获得医学士学位的德国女性。她随后分析了阻碍女性学习的障碍，其中包括家务和孩子。

## 个人生活
她是博物学家約翰·克里斯蒂安·波利卡普·埃克斯萊本的母亲。埃克斯莱本从小和兄弟一起向父亲学习基础科学，拉丁语和医学。她的父亲是普鲁士奎德林堡的一名医生。她向穷人行医。当时，女性学习医学的想法令人震惊，有人指出，由于法律不允许女性担任公职，因此她们也不应从事医学或需要医学学位。奎德林堡的三位医生指责她是庸醫，并要求她坐下来接受检查。哈雷大学的校长认为执业医师不同于担任公职，因此允许埃克斯莱本参加考试。她参加了考试，并于1754年6月12日获得学位。

## 纪念
2015年11月13日，Google涂鸦纪念多罗特娅·埃克斯莱本诞辰300周年。

## 文献
Erxleben, D.: Gründliche Untersuchung der Ursachen, die das weibliche Geschlecht vom Studiren abhalten. 1742.

## 延伸阅读
- Women in Science: Antiquity Through the Nineteenth Century : a Biographical Dictionary with Annotated Bibliography, By Marilyn Bailey Ogilvie.